# Jurij Horiaczew
Jurij Petrowycz Horiaczew, ukr. Юрій Петрович Горячев, ros. Юрий Петрович Горячев, Jurij Pietrowicz Goriaczew (ur. 16 czerwca 1960 w Odessie) – ukraiński piłkarz, grający na pozycji napastnika.

## Kariera piłkarska

### Kariera klubowa
Wychowanek SDJuSzOR Czornomoreć Odessa. W 1977 rozpoczął karierę piłkarską w drużynie rezerw Czornomorca Odessa, a w 1979 debiutował w podstawowej jedenastce Czornomorca. W 1984 służył w wojskowym zespole SKA-Karpaty Lwów, po czym powrócił do Czornomorca. W latach 1986–1987 występował w Kołosie Nikopol. Rok 1988 rozpoczął w Nistru Kiszyniów, a w lipcu przeszedł do Sudnobudiwnyka Mikołajów, który potem zmienił nazwę na Ewis. W październiku 1992 wyjechał za granicę, gdzie bronił barw mołdawskiego Bugeac Komrat, węgierskiego Debreceni VSC oraz szwajcarskiego FC Wald z Zurychu, w którym zakończył karierę piłkarską.

## Sukcesy i odznaczenia

### Sukcesy klubowe
- brązowy medalista Pierwszej Ligi ZSRR: 1984

### Sukcesy indywidualne
- 4. miejsce w klasyfikacji króla strzelców Mistrzostw ZSRR: 1980 (14 goli)

### Odznaczenia
- tytuł Mistrza Sportu ZSRR: 1982